# Simon Liberati
Pour les articles homonymes, voir Liberati.
Simon Liberati, né le 12 mai 1960 à Paris, est un journaliste et écrivain français.

## Biographie
Simon Liberati est le fils de l'écrivain et poète André Liberati, membre du mouvement surréaliste, et d'Anne Lazare, ancienne danseuse des Folies-Bergeres.
Il grandit au cœur du 6e arrondissement de Paris et réalise presque tout son cursus scolaire au collège-lycée Stanislas, un établissement éducatif privé.
Après des études de grammaire latine à la Sorbonne, il devient journaliste, notamment à FHM, Grazia, et 20 ans où il s'occupe, entre autres choses, de la rubrique horoscope, qu'il avoue inventer de toutes pièces afin de dégoûter les lecteurs de cette pseudoscience. Par la suite, il se consacre à l'écriture.
En 2004, Frédéric Beigbeder, alors éditeur chez Flammarion, publie son premier roman, Anthologie des apparitions, sur le thème de l'adolescence, qui bénéficie d'un accueil critique positif. En 2007 il publie le roman Nada Exist dans lequel il brosse le portrait d'un photographe de mode qui passe des paillettes et de la célébrité à la dérive.
En 2008, Simon Liberati et Frédéric Beigbeder sont arrêtés par la police et placés en garde à vue pour consommation de stupéfiants sur la voie publique,. Cet épisode est à l'origine d'Un roman français (2009) par Frédéric Beigbeder dans lequel Simon Liberati apparaît sous les traits d'un personnage nommé « le poète ».
En 2008, il préface Du dandysme et de George Brummell de Jules Barbey d'Aurevilly, publié par les éditions de Paris et participe au recueil 10 ans, 10 auteurs, 10 nouvelles, publié chez J'ai lu, dans la collection « Nouvelle génération » et à La Revue littéraire (éditions Léo Scheer, nos 34-35), dans laquelle il publie une critique littéraire, « À propos des Bienveillantes ».
Son troisième ouvrage intitulé L'Hyper Justine, défini par Le Monde comme un conte pervers sadien, reçoit le prix de Flore 2009 dont le jury est présidé par Frédéric Beigbeder, ami et éditeur du premier roman de l'auteur. Ces liens sont notés par certains médias,,,.
En 2011, il publie aux éditions Grasset son quatrième roman, Jayne Mansfield 1967, dans la collection « Ceci n'est pas un fait divers », un récit dans lequel il retrace le destin tragique de l'actrice. L'ouvrage est récompensé par le prix Femina le 7 novembre 2011,. Jayne Mansfield se vend à 35 000 exemplaires, nombre de ventes jugé « décevant » par l'éditeur lui-même ; un texte récompensé par le Fémina s'écoulant en moyenne à 155 000 exemplaires,. Simon Liberati déclare que si son premier roman s'était bien vendu (autour de 20 000 exemplaires), d'autres ont tout juste atteint la barre des 3 000 exemplaires.
En janvier 2013, il publie, chez Flammarion, 113 études de littérature romantique, un livre, selon le site evene.fr, « épais, un tantinet foutoir, à la fois naïf et sincère, avec des passages qu’on oublie mais aussi des moments de grâce » et qui propose au lecteur de découvrir les lectures qui ont construit Simon Liberati. L'ouvrage bénéficie d'un accueil critique majoritairement positif,.
En 2016, il publie California Girls, un roman consacré à l'assassinat de Sharon Tate par la famille Manson en 1969.
En novembre 2022, Simon Liberati est lauréat du prix Renaudot pour son roman Performance (éditions Grasset). Celui-ci se vend à 35 000 exemplaires dans les semaines qui suivent, un chiffre en deçà de la moyenne d’un prix Renaudot. La même année, le Prix Goncourt connaît lui aussi une mévente.
Depuis 2022, Simon Liberati est un membre permanent du jury du prix Méduse qui a récompensé en août 2022 Vers la Violence (également Grand prix des lectrices de Elle 2023) de Blandine Rinkel et en août 2023 La Colère et l'Envie (également prix littéraire de la vocation 2023) d'Alice Renard, éditions Héloïse d'Ormesson 2023.

### Vie privée
Simon Liberati se marie avec l'actrice et cinéaste Eva Ionesco, dont la vie inspire l'écrivain dans son roman Eva en 2015, entraînant une plainte pour atteinte à la vie privée devant la justice de la part de la photographe Irina Ionesco, mère de son épouse. Cette dernière a été déboutée par la justice qui a estimé notamment que la photographe avait elle-même ouvertement abordé certains détails de sa vie dans un roman autobiographique (L’Œil de la poupée), paru en 2004.
Le 15 février 2021, Simon Liberati a engagé une procédure de divorce après avoir été gravement violenté par son épouse, Eva Ionesco.
Le 24 mai 2021, Eva Ionesco est condamnée pour coups et blessures volontaires avec arme sur conjoint. Pour avoir porté trois coups de couteau à Simon Liberati avant de le frapper avec la fourche du poêle à bûches, la réalisatrice de My Little Princess et d'Une jeunesse dorée est condamnée par le tribunal correctionnel de Soissons à dix mois de sursis d'emprisonnement assortis d'une mesure de sursis probatoire de deux ans, de 2 000 euros de dommages-intérêts à payer à son époux, ainsi qu'à une obligation de soins,,.

## Œuvres

### Littérature
- Anthologie des apparitions, Flammarion, 2004
  - rééd. J'ai lu, 2006
- Nada Exist, Flammarion, 2007
  - rééd. J'ai lu, 2009
- L'Hyper Justine, Flammarion, 2009 – Prix de Flore 2009
- Jayne Mansfield 1967, Grasset (rééd. Le Grand Livre du mois, 2011), 2011 – Prix Femina 2011
- 113 études de littérature romantique, Flammarion, 2013
- Eva, Stock, coll. « La Bleue », 2015[37]
- California Girls, Grasset, 2016
- Les Rameaux noirs, Stock, coll. « La Bleue », 2017. Autobiographie[38]
- Les Violettes de l'avenue Foch, Stock, coll. « La Bleue », 2017. Recueil d'articles, de préfaces ou d'entretiens.
- Occident, Grasset, 2019
- Les Démons, Stock, 2020
- Liberty, Séguier, coll. « L'Indéfinie », 2021
- Performance, Grasset, 2022 – Prix Renaudot 2022[39]
- La Hyène du Capitole, Stock, 2024. Le roman est présenté comme étant la suite des Démons publié en 2020.
- Stanislas, Grasset, 2025

### Cinéma
- Rosa, court-métrage, en collaboration avec Eva Ionesco, 2014.
- Une jeunesse dorée, long-métrage, coscénariste avec Eva Ionesco, 2019.